# 馬芳 (排球運動員)
馬芳（1965年1月25日—），浙江諸暨人，中國女排前主力二傳手，現為浙江省女排教練員。
馬芳於1991年以26歲的「高齡」進入中國女排，接替當時受傷病困擾的蘇慧娟擔任主力二傳手。馬芳的身高雖然只有166公分，但以頭腦靈活、節奏感強、速度敏捷、技巧精湛而著稱，能依據攻擊手的特性而傳送不同節奏的球，中國隊在他的穿針引線之下，攻擊戰術靈活而多元。
馬芳曾在1991年世界盃排球賽榮膺最佳二傳手的頭銜。

## 外部連結
- 老大姐·新队员——记中国女排二传手马芳[永久]
- 【回忆录】-中国女排有史以来最矮队员--马芳 （页面存档备份，存于）